# Нукла (Колорадо)
Нукла (енгл. Nucla) град је у америчкој савезној држави Колорадо.

## Демографија
По попису из 2010. године број становника је 711, што је 23 (-3,1%) становника мање него 2000. године.
| Група             | 2000.       | 2010.       |
| Белци             | 676 (92,1%) | 657 (92,4%) |
| Афроамериканци    | 0 (0,0%)    | 4 (0,6%)    |
| Азијати           | 1 (0,1%)    | 2 (0,3%)    |
| Хиспаноамериканци | 27 (3,7%)   | 36 (5,1%)   |
| Укупно            | 734         | 711         |